# 末野卓磨
末野 卓磨（すえの たくま、1984年7月24日 - ）は、日本の俳優。北海道札幌市手稲区出身。過去の所属はジャパンアクションエンタープライズ。ジャパンアクションエンタープライズ第35期生。フリーを経て2013年2月1日からエースクルー・エンタテインメントに所属。
身長171cm。靴27.0cm。

## 人物
- 兄と妹がいる。兄は札幌で美容師をやっている。
- 玉ねぎが嫌い。生玉ねぎを食べると一日中具合が悪くなる。
- 以前は甘い物好きだったが、現在はおつまみ派。
- 酒が好き。家飲みでは金麦、お店ではウォッカベースが多い。
- 好きなスポーツはテコンドー、バスケットボール
- 猫よりも犬派であるが、2015年現在自宅近くに棲んでいる猫に心奪われている。
- 2013年11月17日ニコニコ生放送番組内で命名されたキャッチコピーは「歩く下ネタ名鑑」

## 出演

### テレビドラマ
- 1リットルの涙（2005年、フジテレビ） - バスケ部員 役
- 功名が辻（2005年、NHK） - 織田軍 役
- 電車男（2005年、フジテレビ） - バイク便のお兄さん 役
- チェケラッチョ!! in TOKYO（2006年、フジテレビ） - 生物部員 役
- ズバリ言うわよ!（2006年、TBS） - ショッカー 役
- 下北サンデーズ（2006年、テレビ朝日） - 暴力カップル 役
- 都立水商!（2006年、日本テレビ） - 武藤 役
- アルティメットクラブ（2007年、サイエンスチャンネル） - 坂田仁 役
- ワタシ2.1～貴子の場合～（2007年、関西テレビ） - 山田昇 役
- 薔薇のない花屋（2008年、フジテレビ）
- 内藤大助物語 ～いじめられっ子のチャンピオンベルト～（2008年、TBS） - 雅彦 役
- リセットスペシャルドラマ（2009年1月15日、読売テレビ） - 富樫賢太 役
- RESCUE～特別高度救助隊（2009年、TBS） - 2班候補生 役
- ゴーストフレンズ（2009年、NHK）
- 臨場～終身検察官・倉石義男～（2009年、テレビ朝日） - 坂上勇作 役
- 女警察署長「部下の刑事が愛人殺しの女と密会心中!」（2009年5月23日、テレビ朝日）
- NHKスペシャルドラマ　坂の上の雲（2009年 - 2011年、NHK） - 陸軍兵士 役
- 新聞記者・鶴巻吾郎「青梅～磐梯山に徳川埋蔵金を探す…伝説が呼ぶ湯煙り連続殺人!!土湯こけしが唄う民謡にお宝の謎!?」（2010年11月13日、テレビ朝日）
- 好好!キョンシーガール～東京電視台戦記～(2012年11月23日、テレビ東京）
- HiGH&LOW～THE STORY OF S.W.O.R.D.～（2015年、日本テレビ系）

### webドラマ
- 愛車探偵は、貴方のココロにガソリンを注ぐ!（2014年） - 夙川 役
- 連続舞台小説「DAB+」（2015年） - 久島つとむ 役
- ズム劇「違う顔」（2020年5月）

### その他のテレビ番組
- ありがとッ!（2013年8月6日・13日、テレビ神奈川）
- 痛快TVスカッとジャパン（2015年7月6日、フジテレビ）
- 中居正広の金曜日のスマイルたちへ（2017年6月23日、TBS） - アキラ100% 役

### 映画
- 魔法戦隊マジレンジャー THE MOVIE インフェルシアの花嫁（2005年9月、東映） - ゴールキーパー 役
- 劇場版 仮面ライダーカブト GOD SPEED LOVE（2006年8月、東映）
- すんドめ（2007年11月、ティーエムシー） - ヤス 役
- 伝染歌（2007年8月、松竹） - 渡辺コージ 役
- 包帯クラブ（2007年9月、東映） - 警官 役
- 劇場版 仮面ライダー電王&キバ クライマックス刑事（2008年4月、東映） - 刑事 役
- 十年愛（2008年11月、テンダープロ） - 高木弘也 役
- ルナの子供（2009年11月、銀影社）
- ガチバンシリーズⅢ～Ⅵ （2008年～2009年、AMGエンタテインメント） - 青山弘 役
- ガチバン アルティメイタム（2011年8月、AMGエンタテインメント） - 青山弘 役
- クローズEXPLODE（2014年4月、東宝） - 黒咲高生 役
- 劇場版 カードファイト!! ヴァンガード 3つのゲーム（2014年9月、松竹） - 嶋村刑事 役
- 「だめんずうぉ～か～ THE MOVIE パッション編」(2018年9月)
- 「ボクはボク、クジラはクジラで、泳いでる。」(2018年10月)

### 舞台
- 第8回JAEプロデュース公演「遥かなるエデン」（2007年11月27日 - 12月2日）
- ニッポン・ジャンパーズ（2008年4月23日 - 27日）
- オールアクトカンパニーvol.6夏の夜の夢（2008年9月19日 - 23日） - 妖精パック 役
- ミュージカル 忍たま乱太郎 - 第一弾・赤壁 役 / 第二弾 - 第七弾・山田利吉 役
  - 第一弾「がんばれ六年生！」（2010年1月13日 - 24日）
  - 第二弾「予算会議でモメてます!」（2011年1月13日- 23日）
  - 第二弾・再演「予算会議でモメてます！」（2011年7月1日- 10日）
  - 第三弾「山賊砦に潜入せよ」（2012年1月12日 - 22日）
  - 第三弾・再演 「山賊砦に潜入せよ」（2012年7月4日 - 15日）
  - 第四弾「最恐計画を暴き出せ!!」（2013年1月14日・16日・17日）
  - 第七弾「忍術学園 学園祭」（2016年9月24日 - 25日）
- JSJ project 第1回公演 和乃織詩 YAMATO・ORIUTA 第1章 『紅峠』（2010年2月10日 - 14日）
- 舞台版イナズマイレブン（2010年9月4日 - 12日） - 佐久間次郎 役
- 第10回JAEプロデュース公演「残侠」（2010年10月26日 - 31日）
- 舞台 「ふしぎ遊戯」- 星宿 役
  - 舞台 「ふしぎ遊戯～朱雀編～」（2011年3月30日- 4月3日）
  - 舞台 「ふしぎ遊戯～青龍編～」（2012年4月25日 - 5月2日）
- Askプロデュース ロイヤルホ☆ト2011（2011年5月23日- 30日） - 涼 役
- 舞台 巌流島でまってるね（2011年9月22日 - 25日） - 本位田又八 役
- 第11回JAEプロデュース公演「WipeOut～破壊～」（2011年11月22日 - 27日） - タケル 役
- 舞台 ジパングパイレーツ（2011年12月21日 - 28日） - ヤマト軍隊長 役
- 池袋チャリンコ倶楽部 舞台しちゃいますッ!!（2012年3月25日）「茜色の街」 - 村上 役 / 「虹の橋」 - 男 役
- 舞台 【ボクサァ】＆朗読劇【Grimm de こたつ】（2012年4月13日） - 末野卓磨 役
- 舞台 D’TOT - 沖田総司 役
  - 3rd act「FRAG-新撰組Vermilion Order-」（2011年8月26日- 9月4日）
  - 4th Act【FRAG -新撰組Bloodsucker Behind-】（2012年5月23日 - 27日）
  - 5th Act【FROGー新撰組寄留記ー】（2013年2月1日 - 4日）
- 舞台 HYBRID PROJECT
  - Vol.7 横浜相鉄本多劇場25周年記念公演【ウォルター・ミティにさよなら】（2012年2月22日 - 26日） - 山崎 役
  - Vol.8 Nouvell Vague （2012年8月8日 - 12日） - ワン役
  - Vol.9 【ウォルター・ミティにさよなら　再演】（2012年10月20日 - 11月3日） - 山崎 役
  - アトリエ公演 1st satellite【坂の上のエーリアン】（2013年4月27日 - 29日） - 青年 役
  - Vol.11 【ウォルター・ミティにさよなら　2013】（2013年10月27日 - 11月4日） - 山崎 役
  - Vol.12 【大江戸バックドラフト】（2014年10月16日 - 19日） - 帯刀伊右衛門 役[1]
  - アトリエ公演 3rd satellite「十二夜」（2015年11月26日 - 29日） - オーシーノ 役
- Askプロデュース 夏のバッキャロー!!（2012年8月22日 - 26日） - 萩原正嗣 役
- 舞台 『この作品はフィクションであり、実際する人物、団体等とは一切関係ありません』（2012年9月13日 - 16日） - 青木健一 役
- 舞台 不消者第17回公演　最後の五人のアッコちゃんから一人の新たなひみつのアッコちゃんへ（2012年9月19日） - 水原学 役
- 舞台版 殿といっしょ（2012年11月21日 - 29日） - 最上義光　役
- 舞台 Stylish shine!! Vol.3 Snow Princess! 鏡の真実と7人の○○たち（2012年12月5日 - 9日） - エルムンド　役
- トムハウス Vol.3　コントライブ「TOM HANKS」（2013年3月6日 - 8日・3月15日 - 16日） - 天使 役
- 舞台 THE 吉見麻美公演 VOL.1　あめちゃん食べる? 黒飴班（2013年7月8日 - 15日） - 志村一幸 役
- 不消者（けされず）15周年記念公演　第2弾 不消者 第19回公演【火男の火】（2013年8月3日 - 6日） - 火男 役
- こちらスーパーうさぎ帝国　第17回公演『12月のシュビドゥバ』（2013年12月4日 - 8日） - 宝田創 役
- グロリアスクリエーションズ×劇団TEAM-ODAC 『BLACK10』（2014年2月5日 - 9日） - 山の井半兵衛 役
- 舞台 覇権DO!!～戦国高校天下布武～（2014年5月1日 - 6日） - 明智光秀 役
- オールアクトカンパニーvol.16舞台「夏の夜の夢」（2014年6月18日 - 22日） - ディミートリアス 役
- ACTOR'S TRASH ASSH vol.18「蒼海のティーダ」（2014年8月20日 - 24日） - ガンジュ 役
- 舞台 「のぶニャがの野望」
  - 弐（にゃん）（2014年11月19日 - 24日） - 明智みスフィで 役
  - トライアル公演 人猫「このニャかに人猫（じんびょう）がいるニャ」（2015年12月16日 - 23日） - 伊達まシャムね 役[2]
  - 番外公演「ねこ軍議～飼い猫はどいつニャ？～」（2016年3月1日 - 6日） - 織田のぶニャが 役
  - 番外公演「ねこ軍議～飼い猫はどいつニャ?～」（滋賀公演:2016年8月20日 - 21日） - 織田のぶニャが 役
- 舞台 「鬼斬」（2014年12月18日 - 23日） - バサラ 役
- 舞台 ワイアールジャパンプロデュース「拳聖」（2015年1月15日 - 18日） - レイ 役
- 舞台 「月よりの侍」（2015年2月25日 - 3月1日） - 真鍋雪舟 役
- 池袋チャリンコ倶楽部 連続舞台小説「スイマー 起きない君の夢に潜る」（2015年3月11日 - 15日） - つとむ 役
- 舞台　GRASP produce vol.1「龍狼伝」（2015年5月2日 - 6日） - 関羽 役[3]
- マレーシア移住脚本家・吉田一紀プロデュース＆脚本公演　ららら・らすと和ーど第2回公演（2015年5月29日 - 30日）
- こちらスーパーうさぎ帝国　第20回公演「ホレロ×サラバ」（2015年6月3日 - 14日）「サラバ」 - 大島鉄郎 役 / 「ホレロ」 - 服部忍 役
- Office ENDLESS produce vol.18 「エル・サボタージュ」（2015年7月4日 - 7月12日） - ローランド 役
- 朝劇 下北沢「下北LOVER」（2015年8月23日）
- 舞台 ENG第三回公演『関ヶ原で一人 ～lonely SEKIGAHARA～』（2015年9月30日 - 10月4日） - 島左近 役
- 舞台「戦国BASARA」- 風魔小太郎 役 / 竹中半兵衛 役（※蒼紅乱世『蒼』・天政奉還）
  - 舞台「戦国BASARA4 皇」（東京公演：2016年1月21日 - 31日 / 大阪公演：2月5日 - 7日）
  - 斬劇「戦国BASARA 関ヶ原の戦い」（東京公演：2017年2月3日 - 12日 / 大阪公演：2月17日 - 19日）[4][5]
  - 斬劇「戦国BASARA 小田原征伐」（東京公演：2017年8月11日 - 20日 / 大阪公演：8月25日 - 27日）[6]
  - 斬劇『戦国BASARA』蒼紅乱世『蒼』THE PRIDE（2018年12月21日 - 30日）[7]
  - 斬劇『戦国BASARA』天政奉還（東京公演：2019年7月12日 - 21日、大阪公演：7月26日 - 28日）[8][9]
- 舞台「チェリーボーイズ」（2016年4月13日 - 17日）[10]
- 第3回 SANETTY Produce 「Hands Up」（2016年5月25日 - 29日）
- BQMAP 25周年記念公演「酒呑童子～僕らはもう、戦わなくちゃいけなかった」（2016年8月10日 - 14日）
- LIVEDOGプロデュース「鬼斬 -the Powerful Performance-」（2016年11月23日 - 27日） -　モモタロウ 役
- 舞台「MARKER LIGHT-BLUE Deeper　マーカライト・ブルー　ディーパー」（2017年5月3日 - 7日） - コランドン 役
- 舞台「花魁の首」（2017年7月12日 - 17日） - 捨丸 役
- 「仏の顔も三度までと言いますが、それはあくまで仏の場合ですので」（2017年10月10日・12日）※日替わりゲスト出演
- 「MARKER LIGHT-BLUE Crimson マーカライト・ブルー クリムゾン」（2017年11月8日 - 12日） - コランドン 役
- 「SHIT AND LOBSTER」（2018年1月10日 - 14日）
- 劇団わ本公演「ボク達ノ革命」（2018年2月8日 - 12日）[11]
- 舞台「大正浪漫探偵譚 -六つのマリア像」（2018年4月18日 - 22日） - 小西秀人 役[12]
- 舞台「蛇の亜種」（2018年6月6日 - 11日）
- 舞台「BRAVE10」- 徳川秀忠 役
  - 舞台「BRAVE10 燭～ともしび～」（2018年7月26日 - 29日）[13][14]
  - 舞台「BRAVE10～昇焉～」（2020年9月19日 - 27日）
- 舞台「ニル・アドミラリの天秤」（2018年11月1日 - 11日） - 百舌山識郎 役[15]
- 『DEVIL MAY CRY ー THE LIVE HACKER ー』（2019年3月1日 - 10日） - ルーク 役
- * ミュージカル『薄桜鬼』 - 不知火匡 役
  - ミュージカル『薄桜鬼 志譚』風間千景 篇（東京公演:2019年4月5日 - 11日 / 京都公演:4月18日 - 21日）[16]
  - ミュージカル『薄桜鬼 真改』相馬主計 篇（東京公演：2021年4月2日 - 4日 / 神戸公演：2021年4月8日 - 11日）[17][18]
  - ミュージカル『薄桜鬼 真改』斎藤一 篇（東京公演：2022年4月22日 - 27日 / 京都公演：202２年5月1日 - 5日）
  - ミュージカル『薄桜鬼』～HAKU-MYU LIVE 3 （大阪公演：2022年10月29日 - 30日 / 東京公演：2022年11月11日 - 13日）
  - ミュージカル『薄桜鬼 真改』山南敬助 篇（2023年4月8日 - 23日）[19]
  - ミュージカル『薄桜鬼 真改』土方歳三篇（2024年4月13日 - 29日）[20]
  - ミュージカル『薄桜鬼 真改』藤堂平助 篇（2025年6月20日 - 29日）[21]
  - ミュージカル『薄桜鬼』HAKU-MYU LIVE 4（2025年12月19日 - 21日 / 12月27日 - 28日）[22]
- 深夜の婚姻届（2019年8月21日 - 25日） - 鏑木一 役[23]
- 五右衛門マジック（2019年10月10日 - 20日） - 鼠 役[24][25]
- 舞台「魔術士オーフェン はぐれ旅-牙の塔編-」（2019年11月7日 - 12日） - ウォール・カーレン 役[26][27]
- 人狼系推理バトル「レジスタンスイレブン-バレンタインを守り抜け！-」（2020年2月）
- 舞台「ROAD59 -新時代任侠特区-」 - 黒鉄一臣 役
  - 舞台「ROAD59 -新時代任侠特区-」（2020年12月24日 - 27日）[28]
  - 舞台「ROAD59 -新時代任侠特区- 摩天楼ヨザクラ抗争」（2021年4月15日 - 18日）[29][30]
- 舞台『ゼロの無限音階』（2021年7月8日 - 11日）
- LOVE&ROCK☆SHOW「新月」 ～New World Order～（2021年11月17日 - 21日）
- 劇版絵物語WA-GEI～心に花火を打ち上げろ～（2022年1月10日）山田真龍軒役
- X-QUEST 2022 Men's collection『ムサ×コジ アルティメット── 武蔵×小次郎～究極！── 』（2022年8月5日 - 11日） - 吉岡清十郎役
- X-QUEST 2024 WINTER PERFORMANCE「色彩組曲～七人の息子と灰色夜想曲～」（2024年12月18日 - 22日）[31]

### CM
- めいほうグループ「めでたいデー」
- サイバーショット
- リクルートエージェント
- JOMOバリューステーション・クラムボン - ガソリンスタンド店員 役
- 三菱自動車工業ミツビシいまこれ!キャンペーン「ボード編」 - 営業マン 役
- 長沼静きもの学院長沼から日本に元気を発信! - 侍 役
- アットホーム「ネットワークの意味」篇 - サラリーマン 役

### ゲーム
- ROAD59 -新時代任侠区- 摩天楼モノクロ抗争（2025年、コンシューマー） - 黒鉄一臣 役[32]